# Орден Филиппа Великодушного
Орден Филиппа Великодушного (нем. Großherzoglich Hessischer Verdienstorden) — награда великого герцогства Гессен.

## История
Орден учрежден 1 мая 1840 года Великим герцогом Гессенским и Прирейнским Людвигом II в память своего предка Филиппа I Великодушного, перед своей смертью в 1567 году разделившего свои владения между четырьмя сыновьями от первого брака и тем самым положившего начало существованию герцогства Гессен.
Правящий монарх являлся Великим магистром ордена. Орденом награждались за отличия как на военной, так и на гражданской службе.
Кавалерами Большого креста ордена были российские императоры Николай I и Александр II.

## Степени ордена
Изначально орден существовал в четырёх классах:
- Большой крест
- 1-й класс
- 2-й класс
- Рыцарь ордена

В ходе своего существования орден претерпел много изменений в статуте. В 1849 году в качестве младшей степени был учреждён Серебряный крест 1-го и 2-го класса, были введены скрещенные мечи в золоте для 1-го класса и в серебре для креста 2-го класса. Рыцарский крест был разделён в 1859 году на рыцаря 1-го и 2-го класса.
В 1881 году была добавлена золотая корона. В 1893 году вручение ордена с мечами было ограничено и им награждались только за выдающиеся достижения в ходе войны. Последнее изменение было внесено в 1911 году, когда звезда командора получила золотые лучи в углах креста.
До конца монархии в 1918 году орден состоял из семи классов:
- Большой крест
- Командор I класса
- Командор II класса
- Крест Почёта
- Рыцарь I класса
- Рыцарь II класса
- Серебряный крест

Награждённым орденом разрешалось добавлять изображение ордена к своему родовому гербу. В случае смерти награждённого знаки ордена полагалось вернуть в Капитул ордена.

## Описание знаков ордена

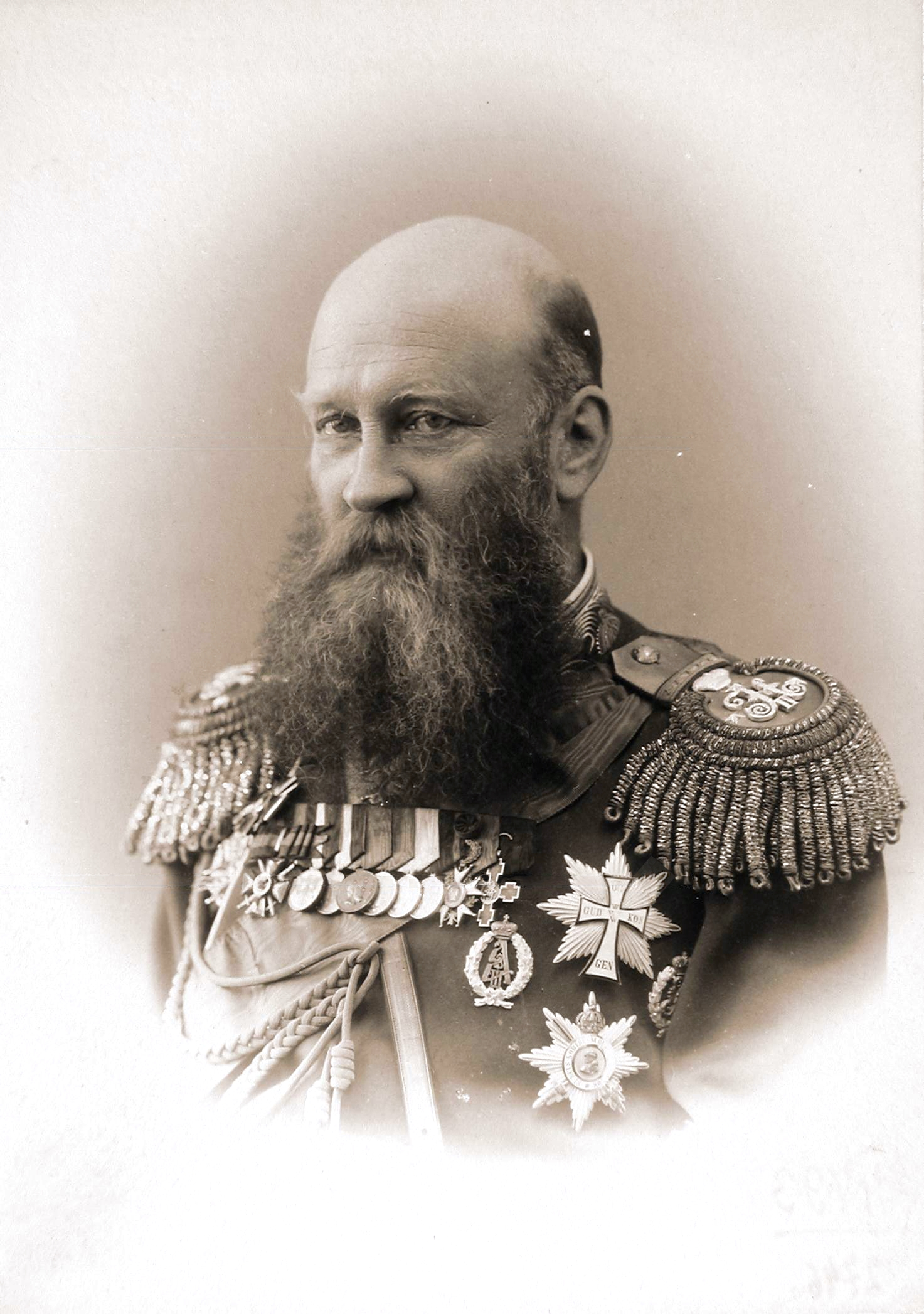
В. А. Барятинский со звездой Большого креста с мечами (нижняя)

Знак ордена являет собой золотой лапчатый крест белой эмали. На синем медальоне — портрет Филиппа I Великодушного золотом, по белому ободку девиз SI DEUS PRO NOBISСUM, QUIS CONTRA NOS (Если бог с нами, кто против нас). На обороте двухвостый полосатый лев, по белому ободку надпись «LUDOVICUS II MAGN. DUX HASSIAE INSTIT» 
Знак отличия — серебряный крест с золотой окантовкой.
Знак Большого креста носился на ленте через левое плечо, на левой стороне груди — восьмиконечная звезда. Командорские знаки I и II класса носились на шейной ленте, командору I класса полагалась звезда в виде увеличенного орденского знака с лучами по углам (см. изображение вверху). Обе звезды украшены тем же медальоном, что и на знаках ордена. Знаки остальных классов и серебряный крест носились на левой стороне груди.
Лента ордена — красная с тонкими синими полосками по краям.
До 1849 года знаки и звёзды ордена были украшены овальным медальоном с портретом герцога в полный рост.